# Emily Symons
Emily Symons es una actriz australiana, más conocida por haber interpretado a Louise Appleton en la serie Emmerdale Farm y actualmente por interpretar a Marilyn Fisher en la serie Home and Away.

## Biografía
Emily nació en Australia, su padre es del Reino Unido, su madre Glenn se volvió a casar cuando Emily apenas tenía cuatro años. Tiene dos hermanos, el menor se llama Ben. Su madre murió en el 2010 después de perder su batalla contra el cáncer de seno.
Es muy buena amiga de la actriz Kate Ritchie.
En 1990 rompió su compromiso con Craig Simpson, un miembro del equipo de Home and Away.
En 1992 se casó con el músico británico Nick Lipscombe, pero el matrimonió terminó en 1994.
En 1996 Emily salió y se comprometió con el futbolista Inglés Matt Le Tissier, por quien dejó Home and Away para irse a Gran Bretaña, lugar donde Tissier se encontraba, sin embargo la relación terminó en 1997.
El 5 de junio de 2003 Emily se casó con el aristócrata Lorenzo Smith, el segundo hijo del Vizconde Hambleden y descendiente de W.H. Smith. Emily dijo en una entrevista que su necesidad por tener hijos y las inyecciones de fertilización in vitro ocasionaron que su matrimonio se acabara, la pareja se separó en febrero del 2007.
En el 2007 salió con el actor Matt Healy, sin embargo la relación terminó poco después ese mismo año.
Desde principios del 2013 Emily sale con Paul Jackson, un ejecutivo de radio. A finales de febrero del 2015 Emily anunció que después de someterse a un tratamiento in vitro, ella y Paul estaban esperando a su primer bebé juntos. El 3 de agosto de 2015 se anunció que Emily había dado a luz a su primer hijo, Henry Richard Francis Jackson. En julio del 2016 se anunció que la pareja se había separado.

## Carrera
Emily fue anfitriona del programa de vídeos musicales Video Smash Hits, Symons fue reemplazada por la actriz Kym Wilson. Además de haber aparecido en varias pantomimas entre ellas Snow White, Cinderella y Goldilocks, Emily también ha participado como panelista o invitada en series como Loose Women, Ant and Dec’s Saturday Night Takeaway. The X Factor, The Sharon Osborne Show, Alan Titchmarsh Show, Today with Des and Mel, The John Daly Show, entre otras... 
En 1988 obtuvo su primer papel destacado en la telenovela australiana Richmond Hill en donde interpretó a Anne Costello. Sin embargo la serie se canceló después de 12 meses al aire.
Del 2001 al 2008 interpretó a la camarera Louise Appleton en la exitosa telenovela británica Emmerdale Farm; por su interpretación fue nominada los premios National Television Awards del Reino Unido, también ha sido nominada numerosas veces por Mejor Actriz y Mujer Más Sexy para los British Soap Awards y los Irish Soap Awards. 
En enero del 2007 participó en la segunda temporada del programa Dancing on Ice, sin embargo Emily y su compañero el patinador sobre hielo Daniel Whiston fueron eliminados en las semifinales. 
Poco después Emily audicionó para la aclamada serie dramática australiana Home and Away donde obtuvo el papel de la burbujeante Marilyn Chambers, papel que interpretó de 1989 ha 1992 antes de dejar la serie para luego regresar en 1995 donde interpretó de nuevo el papel hasta 1999, sin embargo Marilyn dejó de nuevo Summer Bay, pero regresó como una participación especial en el 2001 para luego irse otra vez. Emily regresó de nuevo en el 2010 como la energética, positiva y espiritual Marilyn papel que interpreta hasta la actualidad.

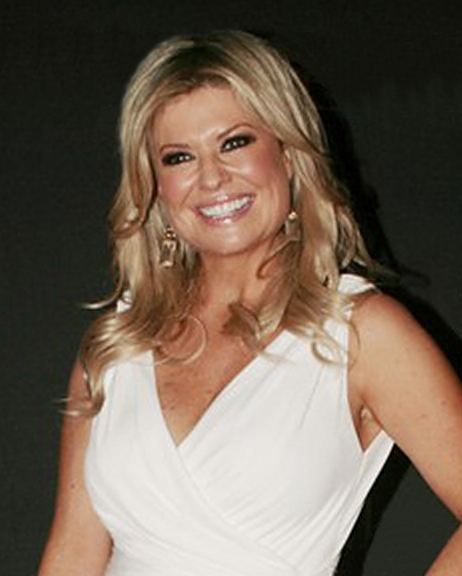
Emily durante la entrega de los premios Logie en abril del 2012.

## Filmografía

### Series de televisión
| Año             | Título         | Personaje        | Notas           |
| --------------- | -------------- | ---------------- | --------------- |
| 1989 - presente | Home and Away  | Marilyn Chambers | 1,567 episodios |
| 2001 - 2008     | Emmerdale Farm | Louise Appleton  | 280 episodios   |
| 1988            | Richmond Hill  | Anne Costello    | 1 episodio      |

### Películas
| Año  | Título          | Personaje |
| ---- | --------------- | --------- |
| 1988 | Computer Ghosts | Anya      |

## Premios y nominaciones
| Año  | Categoría             | Premio                    | Serie          | Resultado |
| ---- | --------------------- | ------------------------- | -------------- | --------- |
| 2013 | Best Daytime Star     | Inside Soap Award         | Home and Away  | Nominada  |
| 2002 | Most Popular Newcomer | National Television Award | Emmerdale Farm | Nominada  |
| -    | Best Actress          | BAFTA Award               | Emmerdale Farm | Ganadora  |